# Hialeah
Hialeah (wym. ˌhaɪəˈliːə) – miasto w Stanach Zjednoczonych, w południowo-wschodniej części stanu Floryda, nad kanałem Miami (łączącym jezioro Okeechobee z Oceanem Atlantyckim), w obszarze metropolitalnym Miami. Według spisu w 2020 roku liczy 223,1 tys. mieszkańców. 
Hialeah ma najwyższy odsetek Latynosów (96,0%), oraz osób pochodzenia kubańskiego (75,4%) spośród dużych miast w Stanach Zjednoczonych, co jest typową i wyróżniającą się cechą kultury miasta. Do innych dużych grup należą osoby pochodzenia nikaraguańskiego (6,8%), hondurańskiego (3,2%) i kolumbijskiego (2,4%).
Hialeah ma również jedną z największych społeczności hiszpańskojęzycznych w kraju. W latach 2010–2015 aż 92,3% mieszkańców powyżej piątego roku życia przyznało, że w domu mówi po hiszpańsku, a język ten jest ważną częścią codziennego życia w mieście.